# 谷口卓
谷口 卓（たにぐち たく、2001年9月26日 - ）は、日本の競泳（平泳ぎ）選手。兵庫県神戸市出身。

## 略歴
兵庫県神戸市出身。三重県四日市市立川島小学校、四日市市立三滝中学校を卒業。平泳ぎで国体に出場した父の影響で0歳の時からプールに入り始めた。中学生になり、津田スイミングスクール四日市校で持ち味を生かした泳ぎを身につけて頭角を現した。
2017年4月、日本大学豊山高等学校に進学。在学中、生まれつきの不整脈のため2度の心臓手術を受けるも克服し、インターハイ男子総合優勝三連覇に貢献。
2020年4月、中京大学に進学。大学1年時の9月に腰椎椎間板ヘルニア摘出術を受けるも克服し、大学4年時にはインカレにて100m平泳ぎ優勝。2023年3月、国際大会代表選手選考会にて100m平泳ぎで優勝し、4×100mメドレーリレーのメンバーとして2024パリオリンピック競泳日本代表に選出。2024年6月、GSTR財団所属。2024年12月にハンガリー・ブダペストで開催された短水路世界選手権日本代表に選出。2025年7月にシンガポールで開催される世界選手権日本代表選手。

## 主な戦績
2015年度（中2）
- 第55回全国中学校水泳競技大会（秋田）に出場（100m平泳ぎ3位・200m平泳ぎ12位）[25]
- 第38回夏季JOに出場（100m平泳ぎ2位・200m平泳ぎ18位）[26]
- 第38回春季JOに出場し全国初優勝（100m平泳ぎ優勝・200m平泳ぎ19位）[27]

2016年度（中3）
- 第92回日本選手権・ジャパンオープン2016に初出場[28][29]
- 第56回全国中学校水泳競技大会（新潟）に出場し2冠達成（100m平泳ぎ優勝・200m平泳ぎ優勝）[30]
- ジュニアパンパシフィック大会（ハワイ）で日本代表に初選出
- 第71回国民体育大会水泳競技大会（岩手）に出場（100m平泳ぎ優勝・50m自由形13位）[31]
- 第40回イトマン招待水泳競技大会で100ｍ平泳ぎ日本中学新記録を樹立
- 浜名湾長水路選手権水泳競技大会で自身が持つ100ｍ平泳ぎ日本中学新記録を更新
- 第39回春季JOに出場し、50m平泳ぎで短水路日本中学新記録を樹立（50m平泳ぎ2位・100m平泳ぎ優勝・200m平泳ぎ9位）[32]

2017年度（高1）
- 第85回日本高等学校選手権水泳競技大会（宮城）に出場（100m平泳ぎ2位・200m平泳ぎ5位・400mFR2位・400mMR2位）日大豊山高校は総合優勝[33]
- 第40回夏季JOに出場（100m平泳ぎ2位・400mFR2位・400mMR2位）[34]
- 第72回国民体育大会水泳競技大会（愛媛）に出場し2冠達成（100m平泳ぎ優勝・50m自由形優勝・400mFR2位・400mMR2位）[35]
- 第40回春季JOに出場し400mFRのメンバーとして短水路日本高校新記録樹立（50m平泳ぎ優勝・400mFR優勝）[36]

2018年度（高2）
- 第94回日本選手権水泳競技大会に出場し、全国無差別区分で初の決勝進出（50m平泳ぎ７位・100m平泳ぎ15位）[37]
- ジャパンオープン2018に出場（50m平泳ぎ8位・100m平泳ぎ10位・200m平泳ぎ36位）[38]
- 第86回日本高等学校選手権水泳競技大会（愛知）に出場（100m平泳ぎ優勝・200m平泳ぎ2位・400mFR優勝・400mMR3位）日大豊山高校は総合優勝V2[39]
- 第73回国民体育大会水泳競技大会（福井）に出場（200m平泳ぎ2位・50m自由形3位・400mMR3位）[40]
- 第3回ユースオリンピック競技大会（ブエノスアイレス）に出場し、国際大会で初の表彰台（50m平泳ぎ4位・100m平泳ぎ3位・200m平泳ぎ5位・混合FR7位・混合MR3位）[41]
- 第14回世界選手権(25m)代表選手選考会に出場し、50m平泳ぎの短水路日本高校新記録を樹立[42]（50m平泳ぎ5位・100m平泳ぎ9位）[43]

2019年度（高3）
- 第95回日本選手権水泳競技大会に出場し、50m平泳ぎの日本高校新記録を樹立[44]（50m平泳ぎ6位・100m平泳ぎ17位・200m平泳ぎ23位）[45]
- ジャパンオープン2019に出場し、全国無差別区分で初の表彰台（50m平泳ぎ2位・100m平泳ぎ17位）[46]
- 第87回日本高等学校選手権水泳競技大会（熊本）に出場（100m平泳ぎ2位・200m平泳ぎ優勝[47]・400mFR2位・400mMR優勝）日大豊山高校は総合優勝V3[48]
- 第74回国民体育大会水泳競技大会（茨城）に出場（50m自由形2位・400mMR2位）[49]
- 第46回JSCA新年フェスティバル水泳競技大会に出場し、50m平泳ぎと100m平泳ぎの短水路日本高校新記録を樹立[50][51]
- 浜名湾長水路選手権水泳競技大会に出場し、50m平泳ぎの日本高校新記録を樹立

2020年度（大1）
- 第96回日本選手権水泳競技大会に出場 (100m平泳ぎ16位）[52]
- ジャパンオープン2020（50ｍ）に出場 （50m平泳ぎ8位・100m平泳ぎ11位・200m平泳ぎ28位）[53]

2021年度（大2）
- 第97回日本選手権水泳競技大会に出場 (50m平泳ぎ13位・100m平泳ぎ18位・200m平泳ぎ28位）[54]
- ジャパンオープン2021（50ｍ）に出場 （50m平泳ぎ5位・100m平泳ぎ7位）[55]
- 第97回日本学生選手権水泳競技大会に出場 （100m平泳ぎ6位・200m平泳ぎ39位・400mMR4位）[56]
- 第63回日本選手権(25ｍ)水泳競技大会に出場（50m平泳ぎ7位・100m平泳ぎ8位）[57]
- 2021年度とこわか選手権水泳競技大会(三重)に出場し、200mMRの短水路日本新記録を樹立[58][59]
- 国際大会日本代表選手選考会に出場（50m平泳ぎ8位・100m平泳ぎ9位）[60]

2022年度（大3）
- 第22回津田チャンピオンズカップ(25m)に出場し、200mMRの短水路日本学生新記録を樹立[61]
- 第98回日本選手権水泳競技大会に出場 （50m平泳ぎ14位・100m平泳ぎ9位）[62]
- 第98回日本学生選手権水泳競技大会に出場 （100m平泳ぎ7位・200m平泳ぎ14位・400mMR4位）[63]
- 第64回日本選手権(25m)水泳競技大会に出場（50m平泳ぎ5位・100m平泳ぎ10位）[64]
- ジャパンオープン2022（50ｍ）に出場（50m平泳ぎ5位・100m平泳ぎ8位・200m平泳ぎ26位）[65]
- 第49回JSCA新年フェスティバル水泳競技大会に出場し、50m平泳ぎの短水路日本学生新記録を樹立[66]

2023年度（大4）
- 第99回日本選手権水泳競技大会に出場（50m平泳ぎ4位：日本学生タイ記録・100m平泳ぎ8位）[67][68]
- 第78回愛知県選手権水泳競技大会に出場し、50m平泳ぎの日本学生新記録を樹立[69]
- 2023年度中部学生長水路記録会に出場し、200mMRの日本学生新記録を樹立[70]
- 第99回日本学生選手権水泳競技大会に出場し、100m平泳ぎ優勝[7]：予選にて自身初の59秒台・200m平泳ぎ4位・400mMR3位[71]
- 特別国民体育大会水泳競技大会（鹿児島）に出場し2冠達成（100m平泳ぎ優勝・200mFR7位・400mMR優勝）[72][73]
- World Aquatics Swimming World Cup 2023 Leg1（ベルリン）に出場（50m平泳ぎ予選11位・100m平泳ぎ決勝進出7位・200m平泳ぎ予選15位）[74]
- World Aquatics Swimming World Cup 2023 Leg2（アテネ）に出場（50m平泳ぎ予選9位・100m平泳ぎ予選9位・200m平泳ぎ予選10位・400MR優勝）[75]
- 第65回日本選手権(25m)水泳競技大会に出場し2冠達成[76]、50m平泳ぎで自身が持つ短水路日本学生新記録を更新して優勝、100m平泳ぎ優勝
- 第54回東京スイミングセンター優秀選手招待水泳競技大会に出場し2冠達成、50m平泳ぎで自身が持つ日本学生新記録を更新して優勝、100m平泳ぎ優勝[77]
- ジャパンオープン2023（50m）に出場し、50m平泳ぎ予選で自身が持つ日本学生新記録を更新し2位[78]、100m平泳ぎで2位[79]
- 第50回JSCA新年フェスティバル水泳競技大会（東海会場）タイムトライアルに出場し、400mMRの短水路日本学生新記録を樹立[80]
- 国際大会代表選手選考会に出場し、100m平泳ぎで優勝し[8][9][10][11]、4×100mメドレーリレーのメンバーとして2024パリオリンピック競泳日本代表に選出される[12][13][14][15][16]

2024年度
- 36e Meeting International de Canet-en-Roussillon - 50 mに出場し50m平泳ぎで優勝[81]
- 2024年パリオリンピック（フランス・パリ）に初出場し、混合メドレーリレーで決勝に進出、8位入賞（100m平泳ぎ19位・混合4×100mMR8位・男子4×100mMR14位）[82][83][84][85][86][87][88]
- 第78回国民体育大会水泳競技大会（佐賀）に出場（100m平泳ぎ5位・200mFR2位・400mMR2位）[89][90][91]
- 第66回日本選手権(25m)水泳競技大会に出場し2年連続、2冠達成（50m平泳ぎ優勝[92]、100m平泳ぎ優勝）、最もレベルの高い記録で泳いだ選手に贈られるJOC杯を受賞[93]
- 世界短水路選手権（ハンガリー・ブダペスト）日本代表に選出され[23]、50m平泳ぎ準決勝進出（10位）、100m平泳ぎ決勝進出（5位入賞）[94][95][96][97][98]、4×100mメドレーリレーで決勝に進出（8位入賞）、4×50m混合メドレーリレーで決勝に進出（7位入賞）、4×100m混合メドレーリレー9位[22]
- 第100回日本選手権水泳競技大会に出場し、100m平泳ぎで2位、50m平泳ぎで優勝。両種目ともに世界選手権の派遣記録を突破し、世界選手権（2025/シンガポール）の日本代表選手に選出される[24][99]

2025年度
- 第20回梅村杯長水路水泳競技大会に出場し、50m平泳ぎで日本新記録を樹立[100][101][102][103][104][105][106][107]

## 自己ベスト
長水路
- 50m平泳ぎ：26秒65（2025年7月29日 競泳の日本記録一覧）
- 100m平泳ぎ：59秒30（2025年3月20日）
- 200m平泳ぎ：2分11秒13（2019年8月17日）

短水路
- 50m平泳ぎ：25秒96（2024年12月15日）
- 100m平泳ぎ：56秒27（2024年10月19日）
- 200m平泳ぎ：2分06秒99（2022年11月26日）